# Gratis passenger ou gratuité partielle
 (décembre 2011).
Si vous disposez d'ouvrages ou d'articles de référence ou si vous connaissez des sites web de qualité traitant du thème abordé ici, merci de compléter l'article en donnant les références utiles à sa vérifiabilité et en les liant à la section « Notes et références ».
Les billets GP (Gratis passenger ou gratuité partielle) sont des billets à réduction non commerciale, accordés par les compagnies aériennes à leurs employés, mais aussi à leur famille proche (conjoint, enfant, parents, partenaires...).
Ces billets ont souvent deux grandes formes: des billets réservés, ou non réservés (dits standby): le passager n'embarquera qu'en cas de place disponible dans l'avion. Le billet non réservé est majoritairement utilisé pour le faible coût qu'il présente face au billet dit réservé.